# Ševarlije (miasto Doboj)
Ševarlije (cyr. Шеварлије) – wieś w Bośni i Hercegowinie, w Republice Serbskiej, w mieście Doboj. W 2013 roku liczyła 1271 mieszkańców.